# Brewster, Kansas
Brewster är en ort i Thomas County i Kansas. Vid 2020 års folkräkning hade Brewster 291 invånare.